# 親鸞
親鸞（しんらん、承安3年4月1日 - 弘長2年11月28日
）は、鎌倉時代前半から中期にかけての日本の僧。親鸞聖人と尊称され、鎌倉仏教の一つ、浄土真宗の宗祖とされる。
法然を本師と仰いでから生涯に亘り、「法然によって明らかにされた浄土往生を説く真実の教え」を継承し、さらに高めて行く事に力を注いだ。自らが開宗する意志は無かったと考えられる。独自の寺院を持つ事はせず、各地に簡素な念仏道場を設けて教化する形をとる。その中で宗派としての教義の相違が明確となり、親鸞の没後に宗旨として確立される事になる。浄土真宗の立教開宗の年は、『顕浄土真実教行証文類』（以下、『教行信証』）の草稿本が完成した1224年（元仁元年4月15日）とされるが、定められたのは親鸞の没後である。

## 生涯
親鸞は、自伝的な記述をした著書が少ない、もしくは現存しないため、その生涯については不明確な事柄が多い。本節の記述は、内容の一部が史実と合致しない記述がある書物（『日野一流系図』、『親鸞聖人御因縁』など）や、親鸞の曽孫であり、本願寺教団の実質的な創設者でもある覚如が記した書物（『御伝鈔』など）によっている。それらの書物は、各地に残る伝承などを整理しつつ成立し、伝説的な記述が多いことにも留意されたい。
年齢は、数え年。日付は文献との整合を保つため、いずれも旧暦（宣明暦）表示を用いる（生歿年月日を除く）。

### 時代背景
永承7年（1052年）、末法の時代に突入したと考えられ、終末論的な末法思想が広まる（「末法」の到来を参照）。
保元元年（1156年）7月9日、保元の乱起こる。
平治元年（1159年）12月9日、平治の乱起こる。
貴族による統治から武家による統治へと政権が移り、政治・経済・社会の劇的な構造変化が起こる。

### 誕生

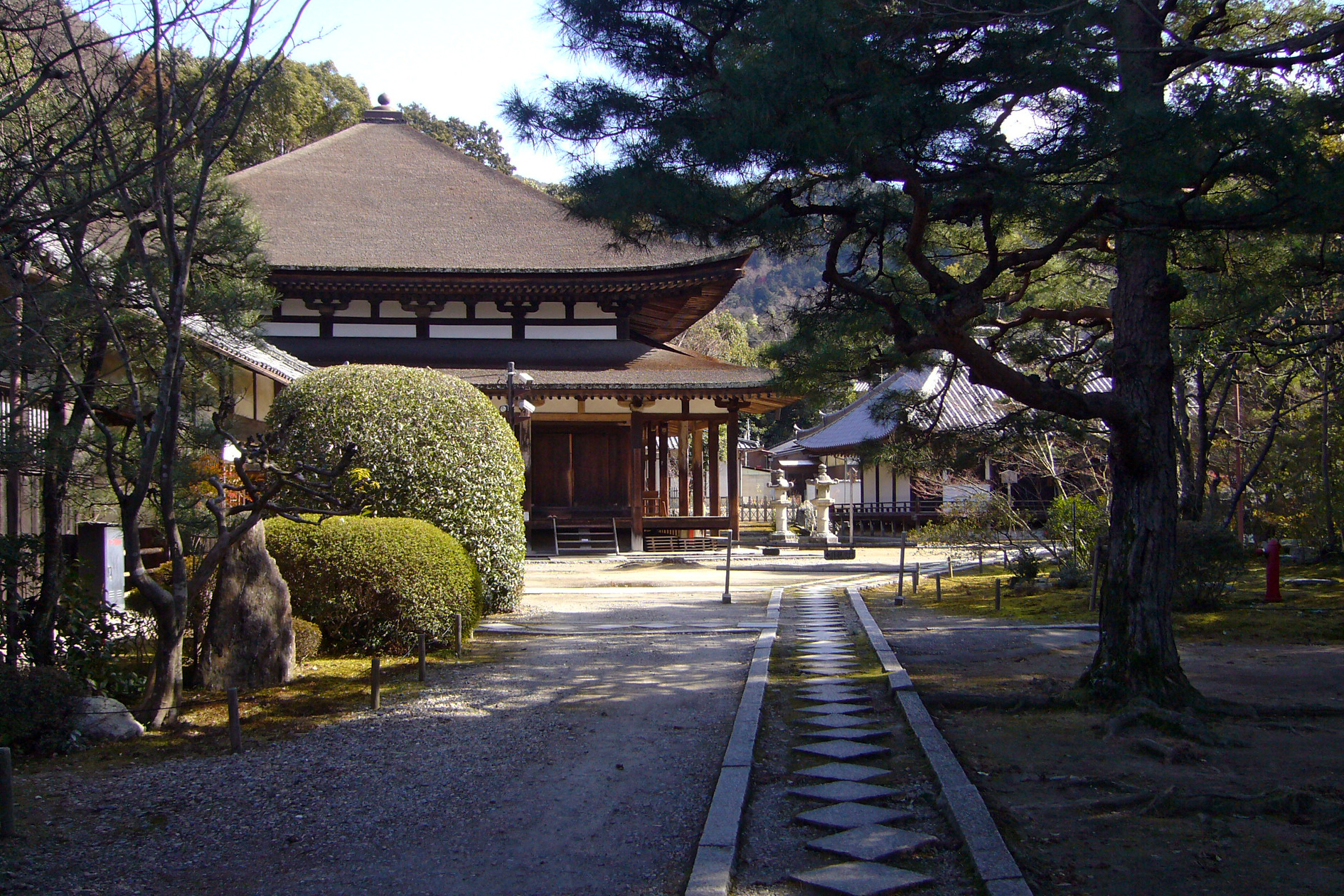
法界寺

承安3年（1173年）4月1日（グレゴリオ暦換算 1173年5月21日）に、現在の法界寺、日野誕生院付近（京都市伏見区日野）にて、皇太后宮大進 日野有範の長男として誕生する。母については同時代の一次資料がなく、江戸時代中期に著された『親鸞聖人正明伝』では清和源氏の八幡太郎義家の孫娘の「貴光女」としている。「吉光女」（きっこうにょ）とも。幼名は、「松若磨」、「松若丸 」、「十八公麿　(まつまろ)」。兄弟全員が出家しており、母は源義朝の娘で、親鸞は源頼朝の甥にあたるとの研究もある。
治承4年（1180年） - 元暦2年（1185年）、治承・寿永の乱起こる。
幼少期、平家全盛の時で、母（貴光女）は、源氏の各家の男子はことごとく暗殺されることを危惧していた。牛若丸が鞍馬寺に預けられたように、松若丸も同様に寺に預けられる運命だった。清和源氏は源経基以降、五摂家(藤原氏）に仕えたが元を正せば天皇家の血筋でもあった。
治承5年／養和元年（1181年）、養和の飢饉が発生する。洛中の死者だけでも、4万2300人とされる。（『方丈記』）
戦乱・飢饉により、洛中が荒廃する。

### 出家

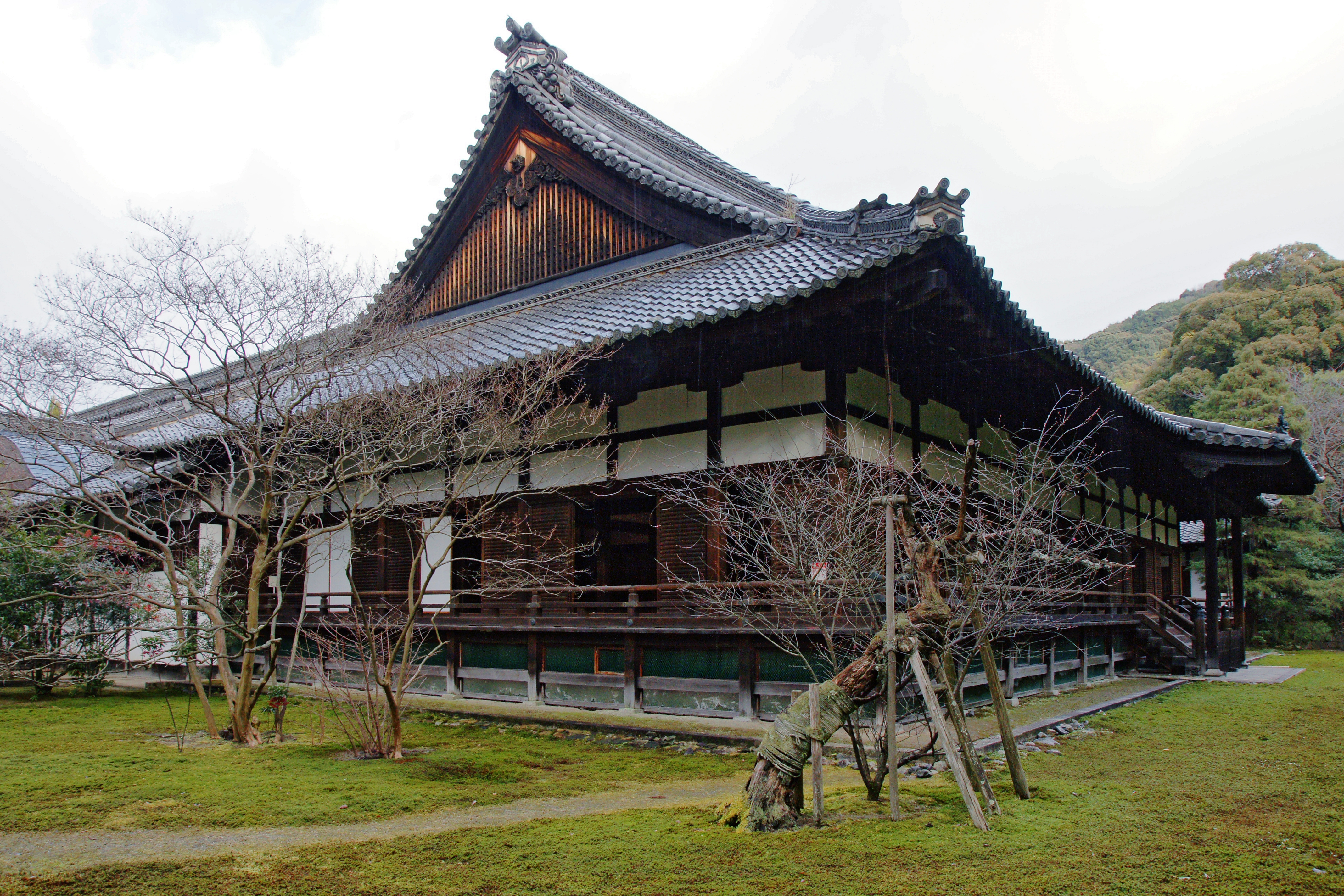
青蓮院（宸殿）
お得度の間

治承5年（1181年）9歳、叔父である日野範綱に伴われて京都青蓮院に入り、後の天台座主・慈円（慈鎮和尚）のもと得度して「範宴」（はんねん）と称する。
伝説によれば、慈円が得度を翌日に延期しようとしたところ、わずか9歳の範宴が、
「明日ありと思う心の仇桜、夜半に嵐の吹かぬものかは」
と詠んだという。無常観を非常に文学的に表現した歌である。

### 叡山修学

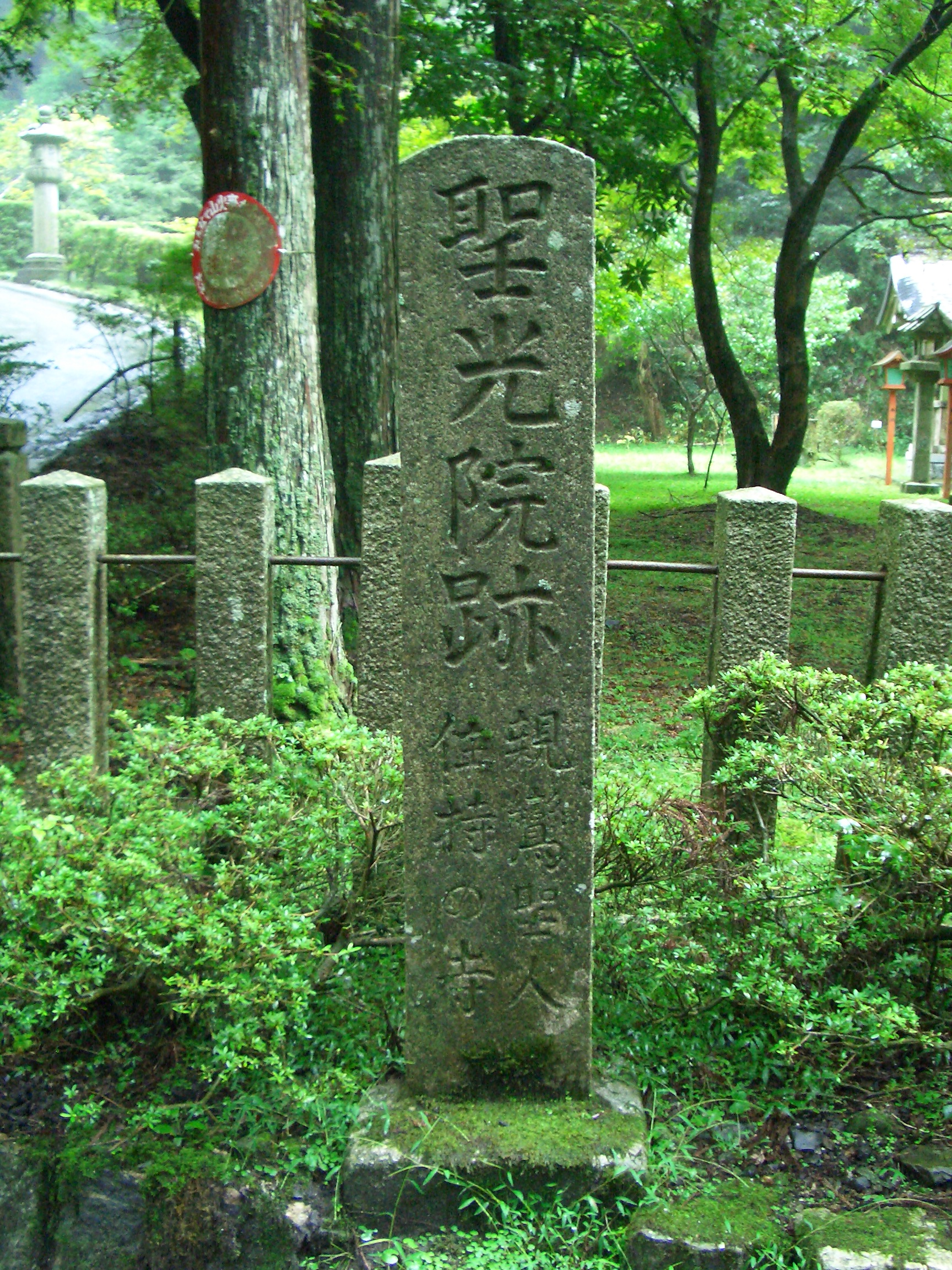
聖光院跡
比叡山延暦寺 西塔

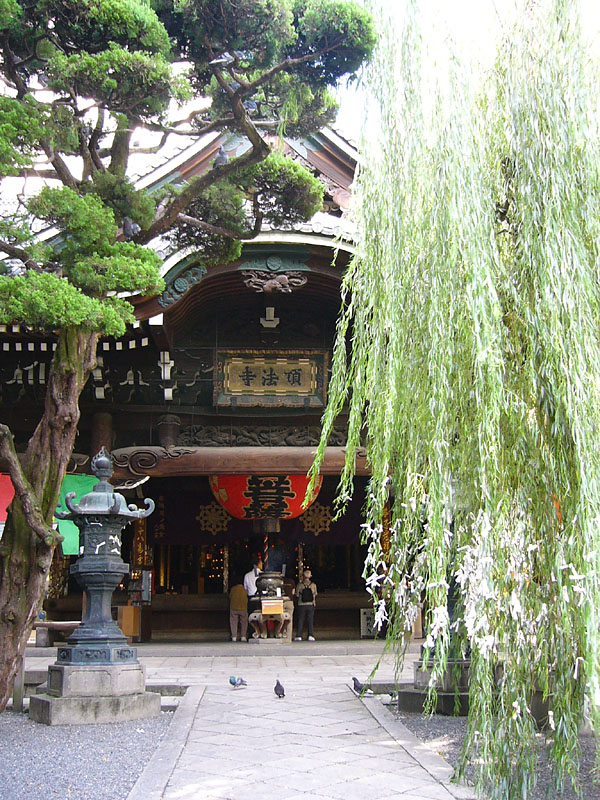
頂法寺（六角堂）
本堂

出家後は叡山（比叡山延暦寺）に登り、慈円が検校（けんぎょう）を勤める横川の首楞厳院（しゅりょうごんいん）の常行堂において、天台宗の堂僧として不断念仏の修行をしたとされる。叡山において20年に渡り厳しい修行を積むが、自力修行の限界を感じるようになる。天台宗は「法華経」を重視した宗派だったが、そもそも「八幡太郎」の嫡流は八幡神社思想が「三つ子の魂」で「法華経」はなじまなかったという学説がある。
建久3年（1192年）7月12日、源頼朝が征夷大将軍に任じられ、鎌倉時代に移行する。

### 六角夢告
建仁元年（1201年）の春頃、親鸞29歳の時に叡山と決別して下山し、後世の祈念の為に聖徳太子の建立とされる六角堂（京都市中京区）へ百日参籠を行う。そして95日目（同年4月5日）の暁の夢中に、聖徳太子が示現され（救世菩薩の化身が現れ）、
「行者宿報設女犯　我成玉女身被犯　一生之間能荘厳　臨終引導生極楽」
意訳 - 「修行者が前世の因縁によって女性と一緒になるならば、私が女性となりましょう。そして清らかな生涯を全うし、命が終わるときは導いて極楽に生まれさせよう。」
という偈句（「女犯偈」）に続けて、
「此は是我が誓願なり 善信この誓願の旨趣を宣説して一切群生にきかしむべし」
の告を得る。

この夢告に従い、夜明けとともに東山吉水（京都市東山区円山町）にある法然が住していた吉水草庵を訪ねる。（この時、法然は69歳。）そして岡崎の地（左京区岡崎天王町）に草庵を結び、百日にわたり法然の元へ通い聴聞する。

### 入門
法然の専修念仏の教えに触れ入門を決意する。これを機に法然より「綽空」（しゃっくう） の名を与えられる。親鸞は研鑽を積み、次第に法然に高く評価されるようになる
『御伝鈔』では、「吉水入室」の後に「六角告命」の順になっている。またその年についても「建仁第三乃暦」・「建仁三年辛酉」・「建仁三年癸亥」と記されている。正しくは「六角告命」の後に「吉水入室」の順で、その年はいずれも建仁元年である。このことは覚如が「建仁辛酉暦」を建仁3年と誤解したことによる誤記と考えられる。詳細は「本願寺聖人伝絵#覚如による錯誤」を参照。
『親鸞聖人正明伝』では、「吉水入室」の後に「六角告命」の順になっている。またその年については「建仁辛酉 範宴二十九歳 三月十四日 吉水ニ尋ネ参リタマフ」、「建仁辛酉三月十四日 既ニ空師ノ門下ニ入タマヘドモ（中略）今年四月五日甲申ノ夜五更ニ及ンデ 霊夢ヲ蒙リタマヒキ」と記されている。
『恵信尼消息』では、「山を出でて、六角堂に百日籠らせたまひて、後世をいのらせたまひけるに、（中略）また六角堂に百日籠らせたまひて候ひけるやうに、また百か日、降るにも照るにも、いかなるたいふにも、まゐりてありしに」と記されている。
元久元年（1204年）11月7日、法然は「七箇条制誡」を記し、190人の門弟の連署も記される。その86番目に「僧綽空」の名を確認でき、その署名日は翌日の8日である。このことから元久元年11月7日の時点では、吉水教団の190人の門弟のうちの1人に過ぎないといえる。
元久2年（1205年）4月14日、入門より5年後には『選択本願念仏集』（『選択集』）の書写と、法然の肖像画の制作を許される（『顕浄土真実教行証文類』「化身土巻」）。法然は『選択集』の書写は、門弟の中でも弁長・隆寛などごく一部の者にしか許さなかった。よって元久2年4月14日頃までには、親鸞は法然から嘱望される人物として認められたといえる。
元久2年（1205年）閏7月29日、『顕浄土真実教行証文類』の「化身土巻」に「又依夢告改綽空字同日以御筆令書名之字畢」（また夢の告に依って綽空の字を改めて同じき日御筆をもって名の字を書かしめたまい畢りぬ）と記述がある。親鸞より夢の告げによる改名を願い出て、完成した法然の肖像画に改名した名を法然自身に記入してもらったことを記している。ただし、改名した名について親鸞自身は言及していない。改名の名はについて石田は「善信であったとされる。」としている。

#### 改名について
「善信」実名説
「綽空」から「善信」（ぜんしん） への改名説。「親鸞」の名告りはそれ以降とする説。
覚如の『拾遺古徳伝』と、それを受けた存覚の『六要鈔』を論拠とする。
「善信」房号説
宗教学者の真木由香子が『親鸞とパウロ』において主張し、真宗学者の本多弘之らが支持する説。
「善信」は法名ではなく房号で、法然によって「（善信房）綽空」から「（善信房）親鸞」とする説。ここでいう房号とは、「官僧」から遁世した「聖（ひじり）」や、沙弥などの僧が用いた通称のこと。親鸞が在世していた当時には実名敬避の慣習があり、日常生活で実名の使用を避けるために呼び習わされた名のこと（参考文献…『親鸞敎學』95号）。
「綽空」から「善信」に改めたのではなく、「綽空」から「親鸞」に改めたとする。法名は、自ら名告るものではないため、「親鸞」の法名も法然より与えられたとする。親鸞は、晩年の著作にも「善信」と「親鸞」の両方の名を用いている。また越後において、師・法然より与えられた「善信」の法名を捨て、「親鸞」と自ら名告るのは不自然である。
「善信房」の房号は、唯円の『歎異抄』、覚如の『口伝鈔』・『御伝鈔』に見て取れる。

### 妻帯
妻帯の時期などについては、確証となる書籍・消息などが無く、諸説存在する推論である。
- 法然のもとで学ぶ間に、九条兼実の娘である「玉日」と京都で結婚したという説。

「玉日」について、歴史学者の松尾剛次、真宗大谷派の佐々木正、浄土宗西山深草派の吉良潤、哲学者の梅原猛は、『親鸞聖人御因縁』・伝存覚『親鸞聖人正明伝』・五天良空『親鸞聖人正統伝』の記述を根拠に「玉日実在説」を主張している。
対して、日本史学者の平雅行は、『親鸞聖人御因縁』・『親鸞聖人正明伝』・『親鸞聖人正統伝』が時の天皇を誤認していることや、当時の朝廷の慣習、中世の延暦寺の実態などの知識を欠いた人物の著作だとし、玉日との結婚は伝承であると再考証している。
これには、松尾は親鸞についての史料が少ない中で、疑わしい点のある史料であっても批判的検討を行って積極的に用いるべきであるとし、平の方法論は近年の歴史学的成果に逆行するものであると述べている。また、玉日の墓と伝えられる墓所があり、江戸時代後期に改葬がなされていることなど、考古学的知見も玉日実在説の史料になると主張する。
- 法然のもとで学ぶ間に、越後介も務め越後に所領を持っていた在京の豪族三善為教の娘である「恵信尼」と京都で結婚したという説。

「恵信尼」については、大正10年（1921年）に恵信尼の書状（「恵信尼消息」）が西本願寺の宝物庫から発見され、その内容から実在が証明されている。
- 京都在所時に玉日と結婚後に越後に配流され、なんらかの理由で越後で恵信尼と再婚したとする説。
  - 玉日と恵信尼は同一人物で再婚ではないとする説。
- 法然のもとで学ぶ間に、善鸞の実母[注釈 23]と結婚し、流罪を契機に離別。配流先の越後で越後の在庁官人の娘である恵信尼と再婚したとする説。この説を提唱した平雅行は、恵信尼の一族が京都での生活基盤を失った理由や越後にもち得た理由の説明がつかないため、在京の豪族三善為教の娘ではありえないとしている。また天文10年（1541年）に成立した『日野一流系図』の記載は疑問点が多く史料として価値が低いとしている[36]。

当時は、高貴な罪人が配流される際は、身の回りの世話のために妻帯させるのが一般的であり、近年では配流前に京都で妻帯したとする説が有力視されている。
親鸞は、妻との間に4男3女（範意〈印信〉・小黒女房・善鸞・明信〈栗沢信蓮房〉・有房〈益方大夫入道〉・高野禅尼・覚信尼）の7子をもうける。ただし、7子すべてが恵信尼の子ではないとする説、善鸞を長男とする説もある。善鸞の母については、恵信尼を実母とする説と継母とする説がある。（詳細は「善鸞#恵信尼との関係」を参照。）

### 師弟配流
事件の経緯は承元の法難を参照。
元久2年（1205年）、興福寺は九箇条の過失（「興福寺奏状」）を挙げ、朝廷に専修念仏の停止（ちょうじ）を訴える。
建永2年（1207年）2月、後鳥羽上皇の怒りに触れ、専修念仏の停止（ちょうじ）と西意善綽房・性願房・住蓮房・安楽房遵西の4名を死罪、法然ならびに親鸞を含む7名の弟子が流罪に処せられる。
この時、法然・親鸞らは僧籍を剥奪される。法然は「藤井元彦」、親鸞は「藤井善信」（ふじいよしざね）の俗名を与えられる。法然は土佐国番田へ、親鸞は越後国国府（現、新潟県上越市）に配流が決まる。
親鸞は「善信」の名を俗名に使われた事もあり、「愚禿釋親鸞」（ぐとくしゃくしんらん） と名告り、非僧非俗（ひそうひぞく）の生活を開始する。（「善信」から「親鸞」への改名については、「改名について」も参照。）
承元5年（1211年）3月3日、（栗澤信蓮房）明信が誕生する。
建暦元年（1211年）11月17日、流罪より5年後、岡崎中納言範光を通じて勅免の宣旨が順徳天皇より下る。
同月、法然に入洛の許可が下りる。
親鸞は、師との再会を願うものの、時期的に豪雪地帯の越後から京都へ戻ることが出来なかった。
建暦2年（1212年）1月25日、法然は京都で80歳をもって入滅する。
赦免後の親鸞の動向については二説ある。
1つは、親鸞は京都に帰らず越後にとどまったとする説。その理由として、師との再会がもはや叶わないと知ったことや、子供が幼かったことが挙げられる。
対して、一旦帰洛した後に関東に赴いたとする説。これは、真宗佛光寺派・真宗興正派の中興である了源が著した『算頭録』に「親鸞聖人ハ配所ニ五年ノ居緒ヲヘタマヘテノチ 帰洛マシ〜テ 破邪顕正ノシルシニ一宇ヲ建立シテ 興正寺トナツケタマヘリ」と記されていることに基づく。しかしこのことについて真宗興正派は、伝承と位置付けていて、史実として直截に証明する証拠は何もないとしている 。

### 東国布教

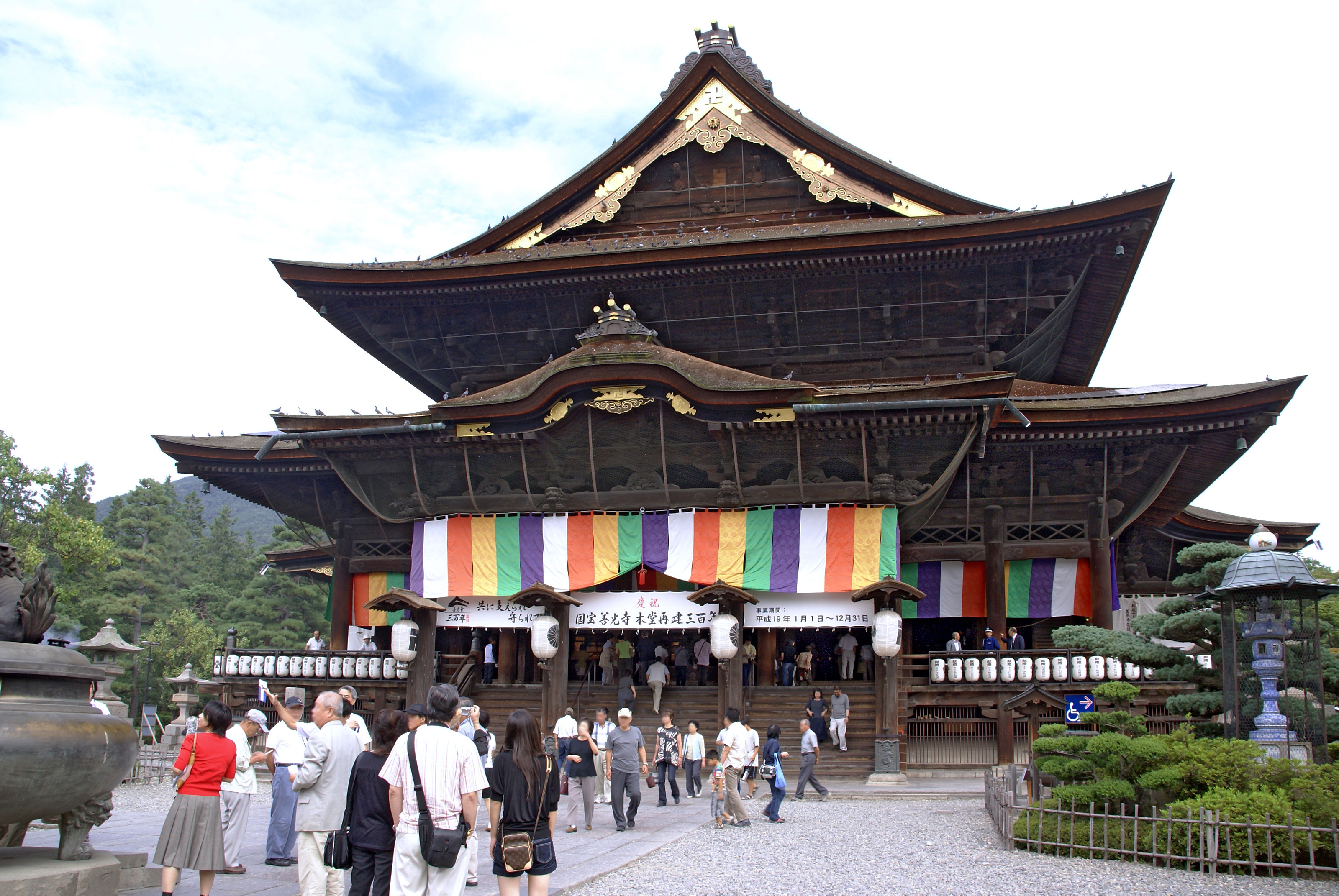
善光寺
本堂

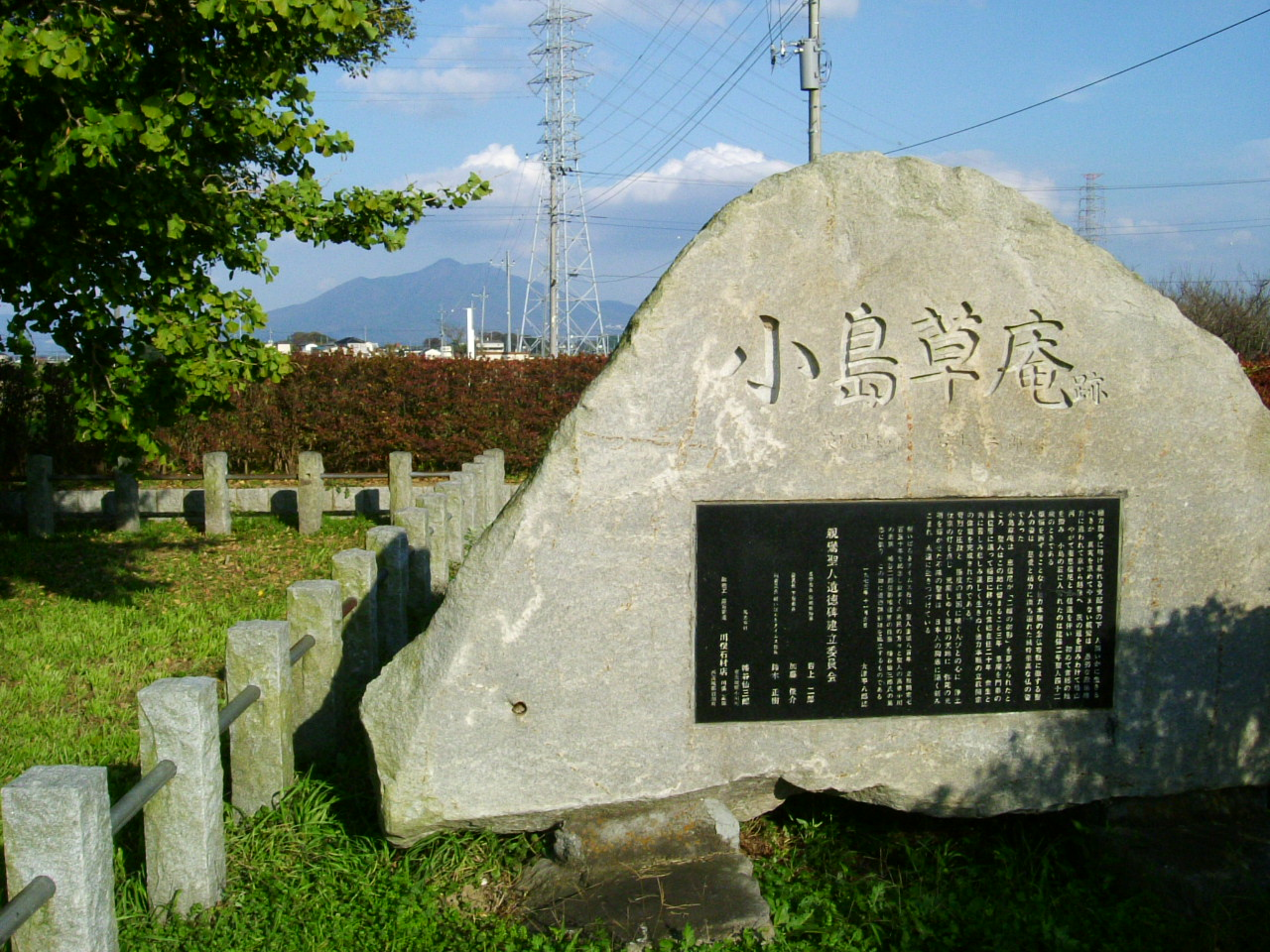
小島の草庵跡
史跡

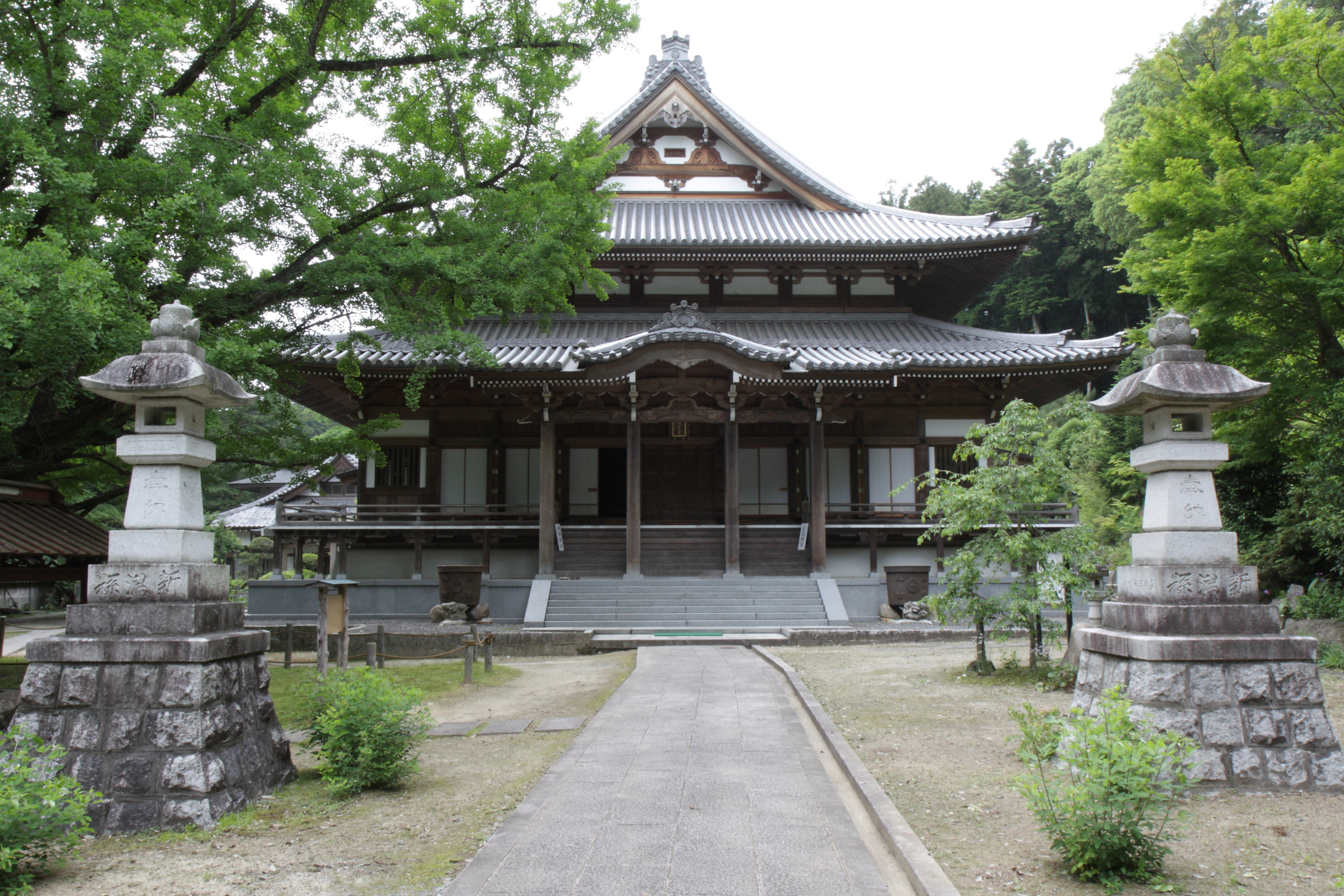
稲田の草庵跡
西念寺本堂

建保2年（1214年）（流罪を赦免より3年後）、東国（関東）での布教活動のため、家族や性信などの門弟と共に越後を出発し、信濃国の善光寺から上野国佐貫庄を経て、常陸国に向かう。
寺伝などの文献によると滞在した時期・期間に諸説あるが、建保2年に「小島の草庵」（茨城県下妻市小島）を結び、建保4年（1216年）に「大山の草庵」（茨城県城里町）を結んだと伝えられる。
そして笠間郡稲田郷の領主である稲田頼重に招かれ、同所の吹雪谷という地に「稲田の草庵」を結び、この地を拠点に精力的な布教活動を行う。また、親鸞の主著『教行信証』は、「稲田の草庵」において4年の歳月をかけ、元仁元年（1224年）に草稿本を撰述したと伝えられる。
親鸞は、東国における布教活動を、これらの草庵を拠点に約20年間行う。
西念寺 (笠間市)（稲田御坊）の寺伝では、妻の恵信尼は、京には同行せずに「稲田の草庵」に残ったとし、文永9年（1272年）にこの地で没したとしている。
この関東布教時代の高弟は、後に「関東二十四輩」と呼ばれるようになる。その24人の高弟たちが、常陸や下野などで開山する。それらの寺院は、現在43ヶ寺あり「二十四輩寺院」と呼ばれ存続している。また、東国布教中に蓮位坊（下間氏の祖）も親鸞の弟子となり、その後もそば近くに仕えた。

### 帰京

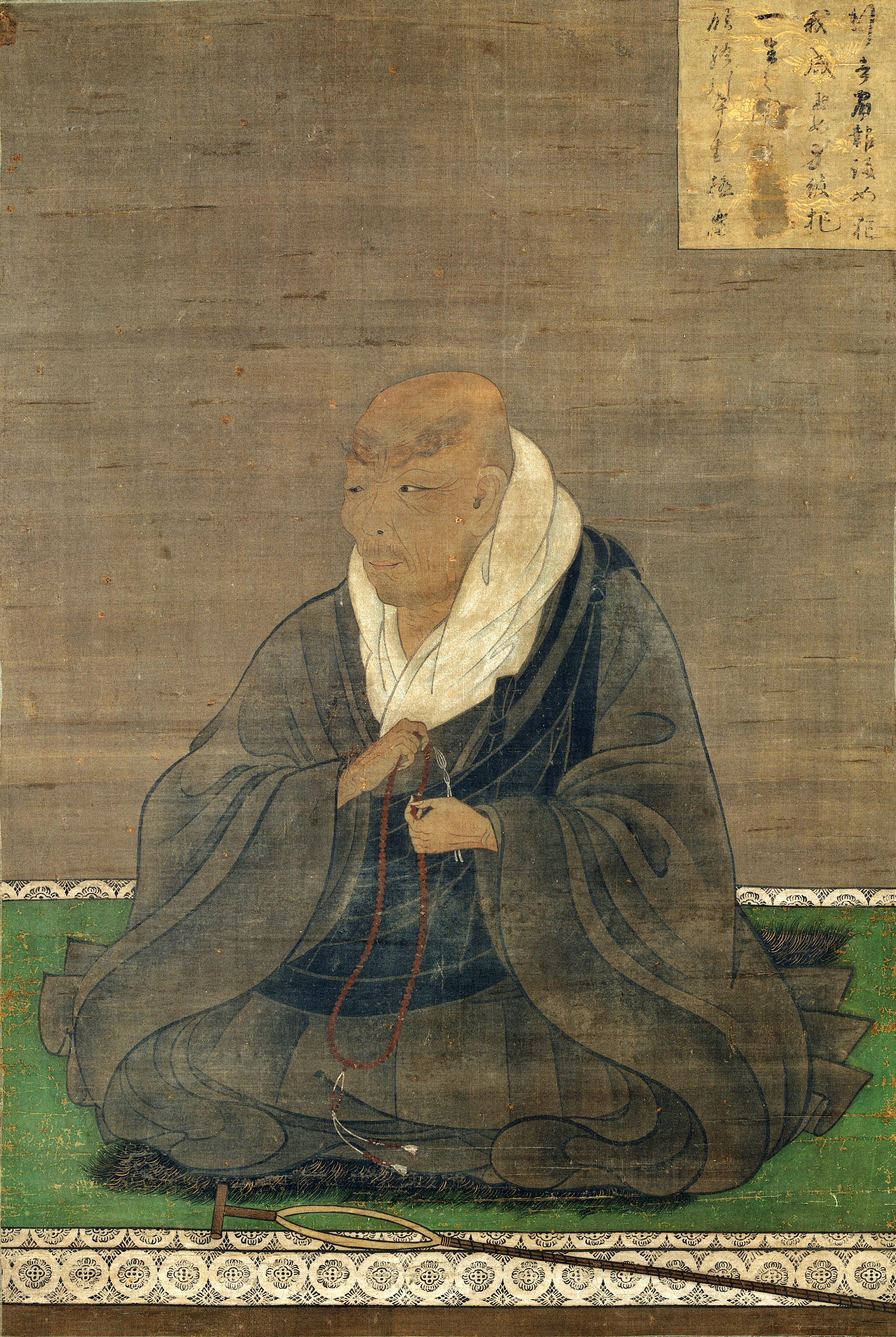
「熊皮御影 」

62、3歳の頃に帰京する。帰京後は、著作活動に励むようになる。親鸞が帰京した後の東国（関東）では、様々な異義異端が取り沙汰される様になる。
帰京の理由
確証となる書籍・消息などが無く、諸説あり推論である。また複数の理由によることも考えられる。
- 天福2年（1234年）、宣旨により鎌倉幕府が専修念仏を禁止・弾圧したため。

弾圧から逃れるためだけに、東国門徒を置き去りにして京都に向うとは考えにくく、また京都においても専修念仏に対する、弾圧はつづいているため帰京の理由としては不適当という反論がある。
- 主著『教行信証』と、「経典」・「論釈」との校合のため。

鹿島神宮には経蔵があり、そこで参照・校合作業が可能という反論がある。ただし、親鸞が鹿島神宮を参詣したという記録は、江戸時代以前の書物には存在しない。また、鹿島神宮の経論釈は所蔵以来著しく年月が経っており、最新のものと参照校合するためには、当時一番早く新しい経論釈が入手できる京都に戻らなければなかったとする主張もある。次の説とも関係を持つ説である。
- 東国において執筆した主著『教行信証』をはじめとする著作物の内容が、当時の経済・文化の中心地である京都の趨勢を確認する事により、後世に通用するか検証・照合・修正するため。

現代と比較して、機械的伝達手段が無い当時は、経済・文化などの伝播の速度が極めて遅く、時差が生じる。その東国と京都の時差の確認・修正のために帰京したとする説。
- 望郷の念によるもの。

35歳まで京都にいたが、京都の街中で生活した時間は得度するまでと、吉水入室の間と短く、また晩年の精力的な著作活動を考えると、望郷の念によるとは考えにくいという反論がある。
- 著作活動に専念するため。

当時62、3歳という年齢は、かなりの高齢であり、著作活動に専念するためだけに帰京したとは、リスクが大きいため考えにくいという反論がある。
妻・恵信尼の動向
確証となる書籍・消息などが無く、諸説あり推論である。
- 東国に残り、没したとする説。（西念寺寺伝）
- 京都には同行せずに、恵信尼は故郷の越後に戻ったとする説。

当時の女性は自立していて、夫の行動に必ずしも同行しなければならないという思想は無い。
- 京都に同行、もしくは親鸞が京都での生活拠点を定めた後に上京したとする説。その後約20年間にわたり恵信尼は、親鸞とともに京都で生活したとされ、建長6年（1254年）に、親鸞の身の回りの世話を末娘の覚信尼に任せ、故郷の越後に帰ったとする。

帰郷の理由は、親族の世話や生家である三善家の土地の管理などであったと推定される。
また、親鸞の京都における生活は、東国門徒からの援助で成り立っており、経済状況に余裕が無かったと考えられる。覚信尼を残し恵信尼とその他の家族は、三善家の庇護を受けるため越後に帰ったとする説。
- 承久の乱

承久の乱により、法然・親鸞らを流罪に処した後鳥羽上皇が、隠岐島に配流されたことによる
寛元5年（1247年）75歳の頃には、補足・改訂を続けてきた『教行信証』を完成したとされ、尊蓮に書写を許す。
宝治2年（1248年）、『浄土和讃』と『高僧和讃』を撰述する。
建長2年（1250年）、『唯信鈔文意』（盛岡本誓寺蔵本）を撰述する。
建長3年（1251年）、常陸の「有念無念の諍」を書状を送って制止する。
建長4年（1252年）、『浄土文類聚鈔』を撰述する。
建長5年（1253年）頃、善鸞（親鸞の息子）とその息子如信（親鸞の孫）を正統な宗義布教の為に東国へ派遣した。しかし善鸞は、邪義である「専修賢善」（せんじゅけんぜん）に傾いたともいわれ、正しい念仏者にも異義異端を説き、混乱させた。また如信は、陸奥国の大網（現、福島県石川郡古殿町）にて布教を続け、「大網門徒」と呼ばれる大規模な門徒集団を築く。
建長7年（1255年）、『尊号真像銘文』（略本・福井県・法雲寺本）、『浄土三経往生文類』（略本・建長本）、『愚禿鈔』（二巻鈔）、『皇太子聖徳奉讃』（七十五首）を撰述する。
建長8年（1256年）、『入出二門偈頌文』（福井県・法雲寺本）を撰述する。
同年5月29日付の手紙で、東国（関東）にて異義異端を説いた善鸞を義絶する。その手紙は「善鸞義絶状」、もしくは「慈信房義絶状」と呼ばれる。
『歎異抄』第二条に想起される東国門徒の訪問は、これに前後すると考えられる。
康元元年（1256年）、『如来二種回向文』（往相回向還相回向文類）を撰述する。
康元2年（1257年）、『一念多念文意』、『大日本国粟散王 聖徳太子奉讃』を撰述し、『浄土三経往生文類』（広本・康元本）を転写する。
正嘉2年（1258年）、『尊号真像銘文』（広本）、『正像末和讃』を撰述する。
南北朝時代には『浄土和讃』『高僧和讃』『正像末和讃』を、「三帖和讃」と総称する。
この頃の書簡は、後に『末燈抄』（編纂:従覚）、『親鸞聖人御消息集』（編纂:善性）などに編纂される。

### 入滅
弘長2年（1262年）11月28日 （グレゴリオ暦換算 1263年1月16日）、押小路南 万里小路東にある実弟の尋有が院主である「善法院 」にて、行年90（満89歳）をもって入滅する。臨終は、親鸞の弟の尋有や末娘の覚信尼らが看取った。遺骨は、鳥部野北辺の「大谷」に納められた。流罪より生涯に渡り、非僧非俗の立場を貫いた。
荼毘の地は、親鸞の曾孫で本願寺第三世の覚如の『御伝鈔』に「鳥部野（とりべの）の南の辺、延仁寺に葬したてまつる」と記されている。
頂骨と遺品の多くは弟子の善性らによって東国に運ばれ、東国布教の聖地である「稲田の草庵」に納められたとも伝えられる。

### 入滅後

#### 報恩講
親鸞の祥月命日には、宗祖に対する報恩感謝のため「報恩講」と呼ばれる法要が営まれている。

#### 浄土真宗各派本山の成立
- 本願寺の成立については、覚如、蓮如（中興）、および本願寺の歴史を参照。
- 専修寺の成立については、真仏、真慧（中興）、および専修寺を参照。
- 佛光寺の成立については、了源（中興）、および佛光寺#歴史を参照。
- 興正寺の成立については、了源（中興）、経豪／蓮教、および興正寺#歴史を参照。
- 錦織寺の成立については、錦織寺を参照。
- 毫摂寺の成立については、毫摂寺を参照。
- 誠照寺の成立については、誠照寺を参照。
- 専照寺の成立については、専照寺を参照。
- 證誠寺の成立については、證誠寺を参照。

#### 大師号追贈
明治9年（1876年）11月28日、明治天皇より「見真大師|」（見眞大師、けんしんだいし）の諡号を追贈された。西本願寺・東本願寺・専修寺の御影堂の親鸞の木像の前にある額の「見真」（見眞）はこの諡号に基づく。
浄土真宗本願寺派は、「本願寺派宗制」を2007年11月28日改正・全文変更（2008年4月1日施行）し、宗門成立の歴史とは直接関係ないなどの理由により親鸞聖人の前に冠されていた「見真大師」の大師号を削除した。2008年4月15日には、同派における規範のひとつで、親鸞聖人の流れをくむものとして心に銘ずべき内容を定めた「浄土真宗の教章」（1967年制定）も改正され、大師号が削除された。
真宗大谷派は、1981年に「宗憲」を改正し「見真大師」の語を削除した。また御影堂に対して用いられていた「大師堂」の別称を本来の「御影堂」に復した。

#### 現代における受容・評価
高校で使われる倫理の教科書ではかつて、親鸞が法然の教えを「徹底」または「発展」させたという記述が多かったが、優劣をつけない表現へ修正されつつある。

#### 親鸞非実在論
明治29年（1896年）村田勤は『史的批評・親鸞真伝』「第十二章 系圖上の大疑問」において、在世当時の朝廷や公家の記録にその名が記されていなかったこと、親鸞が自らについての記録を残さなかったことなどから、親鸞の存在を疑問視し、架空の人物とする説を提唱した。続いて東京帝国大学教授の田中義成と國學院大学教授の八代国治が「親鸞抹殺論」の談話を発表した。
しかし、大正10年（1921年）に鷲尾教導の調査によって西本願寺の宝物庫から、越後に住む親鸞の妻である恵信尼から京都で親鸞の身の回りの世話をした末娘の覚信尼に宛てた書状（「恵信尼消息」）10通が発見される。その内容と親鸞の動向が合致したため、親鸞が実在したことが証明されている。

## 系図
略系図出典
- 洞院公定撰『尊卑分脈』
- 佐々木月樵 編『親鸞伝叢書』「本願寺系図」
- 『真宗の教えと宗門の歩み』真宗大谷派宗務所出版部、第4版
- 今井雅晴『如信上人』 真宗大谷派東京教務所、改訂版
- 平雅行『歴史のなかに見る親鸞』
- 同朋大学仏教文化研究所 編『誰も書かなかった親鸞-伝絵の真実』

## 依拠聖典

### 根本経典
根本経典
親鸞は、「浄土三部経」と総称される『佛説無量寿経』、『佛説観無量寿経』、『佛説阿弥陀経』を、拠り所の経典とする。
特に『佛説無量寿経』を『大無量寿経』（『大経』）と呼び、教えの中心となる経典として最重要視する。

### 七高僧論釈章疏
親鸞の思想に影響を与えた七高僧の注釈書など。
龍樹 - インド（インドの仏教）
『十住毘婆沙論』「易行品」
「十二礼」
天親 - インド
『無量寿経優婆提舎願生偈』（『無量寿経優婆提舎』、『浄土論』、『往生論』）
曇鸞 - 中国（中国の仏教）
『無量寿経優婆提舎願生偈註』（『浄土論註』、『往生論註』）
『讃阿弥陀佛偈』
道綽 - 中国
『安楽集』
善導 - 中国
『観無量寿経疏』（『観経疏』、『観経四帖疏』、『観経義』）
『往生礼讃偈』（『往生礼讃』）
『法事讃』
『般舟讃』
『観念法門』
源信 - 日本（日本の仏教）
『往生要集』
源空（法然） - 日本
『選択本願念佛集』（『選択集』）

### その他
聖徳太子
「和国の教主」として尊敬し、観音菩薩の化身として崇拝した。
『十七条憲法』

## 教義

### 概要
親鸞が著した浄土真宗の根本聖典である『教行信証』の冒頭に釈尊の出世本懐の経である『大無量寿経』
が「真実の教」であるとし、阿弥陀如来（以降「如来」）の本願（四十八願）と、本願によって与えられる名号「南無阿弥陀佛」（なむあみだぶつ、なもあみだぶつ〈本願寺派〉）を浄土門の真実の教え「浄土真宗」であると示した。
親鸞は名号を「疑いなく（至心）我をたのみ（信楽）我が国に生まれんと思え（欲生）」という阿弥陀仏からの呼びかけ（本願招喚の勅命）と理解し、この呼びかけを聞いて信じ順う心が発った時に往生が定まると説いた。そして往生が定まった後の称名念仏は、「我が名を称えよ」という阿弥陀仏の願い（第十八願）、「阿弥陀仏の名を称えて往生せよ」という諸仏の願い（第十七願）に応じ、願いに報いる「報恩の行」であると説く。そのことを「信心正因 称名報恩」という。念仏を、極楽浄土へ往生するための因（修行・善行）としては捉えない。
如来の本願によって与えられた名号「南無阿弥陀仏」をそのまま信受することによって、臨終をまたずにただちに浄土へ往生することが決定し、その後は報恩感謝の念仏の生活を営むものとする。このことは名号となってはたらく「如来の本願力」（他力）によるものであり、我々凡夫のはからい（自力）によるものではないとし、絶対他力を強調する。なお、親鸞の著作において『絶対他力』という用語は一度も用いられていない。
教えに対する解釈は真宗大谷派、 浄土真宗本願寺派、 本願寺派から分派したとされる浄土真宗親鸞会
などでそれぞれ差異がある。
以上のような親鸞の教学は、あくまでも自身の生涯の師（本師）である法然の専修念仏の教学を基礎としたもので、親鸞自身は新しい教えや宗派の創設を意図していなかった。しかし、自らも含めた人間の欲望や弱さなどにありのまま向き合う中で到達した阿弥陀の本願に関する親鸞の解釈には、阿弥陀からの呼びかけを信じ順う心が発った時点で、念仏さえ要せずに極楽往生が定まる（その後の念仏は自然（じねん）の報恩である）など他力思想の徹底、その表裏として、修行や善行といった自力で涅槃に至ることができるという自称善人のおごり・はからいを戒め、むしろ、万人が等しく凡夫・悪人として救済されることこそ阿弥陀の本願であるとの世界観・人間観など、独自の特色があり、ここに浄土真宗が独立宗派として成立する思想的基盤があった。
また、このような親鸞の思想は、仏陀自身が説いた初期仏教とは様相の異なるもので、他力思想の徹底という意味では、初期仏教の限界を乗り越えようとする営みの連続であった大乗仏教の中でも、殊に特徴的であり、仏教というよりも、人間の原罪とキリストによる救済という構図を有するキリスト教に近いとの指摘が、かねてからされている。一方で、親鸞の思想を狭い意味での仏教の中だけで理解しようとすることを戒め、仏教伝来前から現代に至るまで通底する日本の精神的土壌が、仏教を通して顕現したものであるとして、積極的に評価する意見もある。
一方、日本中世の体制仏教を顕密体制ととらえる歴史学の立場から、親鸞の専修念仏思想は、称名念仏を末代における唯一の仏法ととらえ、当時の階層的宗教秩序を否定するものであったとする見解もある。

### 教義・教学の用語
- 称名念仏
- 他力本願
- 往還二回向 ⇒ 往相回向・還相回向
- 悪人正機
- 現生正定聚

## 著書
漢文

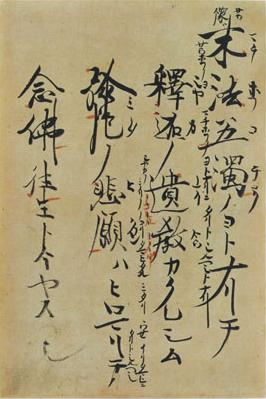
親鸞筆「三帖和讃」（専修寺蔵）

- 『顕浄土真実教行証文類』（略名 『教行信証』）

- 「正信念仏偈」は、『教行信証』の「行巻」の末尾にある、七言百二十句からなる偈文。

- 『浄土文類聚鈔』 - 『教行信証』の要点を述べた書物。
- 『愚禿鈔』
- 『入出二門偈』
- 『五会法事讃略抄』

和文
- 『浄土和讃』
- 『高僧和讃』
- 『正像末和讃』

- 『浄土和讃』『高僧和讃』『正像末和讃』を、「三帖和讃」と総称する。国宝。

- 『三経往生文類』
- 『尊号真像銘文』
- 『一念多念証文』
- 『唯信鈔文意』 - 法然門下の兄弟子・聖覚の著した『唯信鈔』で引用されている経釈の要文の註釈
- 『如来二種回向文』
- 『弥陀如来名号徳』
- 『親鸞聖人御消息』

関連書籍
- 『恵信尼消息』　妻の書簡
- 『後世物語』（後世物語聞書） - 一般に作者不明とされるが、江戸期の僧・皆円は『聖人後世物語抄』において、親鸞本人の筆になるものという説を唱えている。また仏教学者の松本史朗も同様の主張を文献学的に行っている。
- 『歎異抄』

## 子孫
- 善鸞 - 毫摂寺第二代／證誠寺第二世。親鸞の帰洛後の東国では門徒の法義理解の混乱や対立が発生する。それを正すため善鸞とその実子如信を派遣するも収束できなかった。善鸞は異義異端事件を起し義絶される。続柄については諸説あり、親鸞の長男もしくは二男。
- 覚信尼 - 親鸞の墓所である「大谷廟堂」を建立し、初代留守職となる[66][67]。親鸞の娘。
- 覚如 - 本願寺第三代。本願寺の実質的な開祖[注釈 56]。親鸞の曽孫。
- 存覚 - 常楽寺 (下京区)初代。錦織寺四代。佛光寺七代／興正寺七世の了源の師[68][69][70]。親鸞の玄孫。
- 蓮如 - 本願寺第八代。本願寺中興の祖[66][67]。親鸞からみて直系9親等（「雲孫の子」）にあたる。
- 顕如 - 本願寺第十一代。戦国時代に顕如を法主とする本願寺は織田信長と敵対する。（石山合戦・信長包囲網）[66][67]。親鸞からみて直系13親等にあたる。
- 教如 - 東本願寺第十二代。顕如の長男。顕如の示寂にともない本願寺を継承し本願寺第十二代となるも、豊臣秀吉により退隠を命ぜられる。秀吉の歿後、後陽成天皇の勅許を背景に徳川家康より京都七条烏丸に寺領が寄進され、本願寺（東本願寺）を分立する[67]。親鸞からみて直系14親等にあたる。
- 准如 - 西本願寺第十二代。顕如の三男。顕如の示寂後に秀吉の命により本願寺第十二代となる[66][注釈 57]。
- 大谷家 - 明治時代に名字必称となると浄土真宗本願寺派や真宗大谷派など本願寺教団の法主（門主・門首）、およびその一族が姓を「大谷」とした。本願寺派第25代大谷光淳は親鸞からみて26親等にあたる。真宗大谷派第二十五代門首の大谷暢顯は親鸞からみて25親等にあたり、2014年4月に門首後継者に選定された大谷暢裕も親鸞からみて25親等にあたる。浄土真宗東本願寺派第二十五代門主の大谷光紹は親鸞からみて直系25親等にあたる。

## 関連作品

### 歴史小説
親鸞を主人公とした歴史小説は多く出されている。ただし親鸞自身は生涯にわたり自伝的な記述をした著書が少なく不明確な事柄が多い。その限られた行実に沿って作られているため、内容の大部分がフィクションである。
主な作品に、
- 倉田百三『出家とその弟子』（1917年）[71]
- 同『親鸞』（1940年）[72]
- 吉川英治『親鸞記』（1923年）
- 同『親鸞』全3巻（1938年）[73]
- 丹羽文雄『親鸞とその妻』全3巻（1957年 - 1959年）[74][75][76]
- 同『親鸞』全5巻（1969年）[77][78][79][80][81]
- 三國連太郎『白い道:第一部 法然・親鸞とその時代 しかも無間の業に生きる』全3巻（1982年）[82]
- 津本陽『弥陀の橋は:親鸞聖人伝』全2巻（2002年）[83][84]
- 五木寛之『親鸞』全2巻（2010年）[85][86][注釈 58]
- 同『親鸞 激動篇』全2巻（2012年）[87][88]
- 同『親鸞 完結篇』全2巻（2014年）[89][90]

がある。

### 映画
吉川英治の小説『親鸞』は、1960年に伝記映画として『親鸞』『続 親鸞』のタイトルで二部作として映画化され、田坂具隆が監督し、親鸞役を中村錦之助が演じた。三國連太郎の小説『白い道』は、1987年に伝記映画として『親鸞 白い道』のタイトルで映画化され、原作者の三國が監督し、親鸞役を森山潤久が演じた。また2025年2月に歴史アニメ映画『親鸞 人生の目的』が制作され、青山弘が監督し、親鸞役の声を声優初挑戦となる杉良太郎が演じ、親鸞の青年期を櫻井孝宏が演じた。